# 意大利雜菜湯

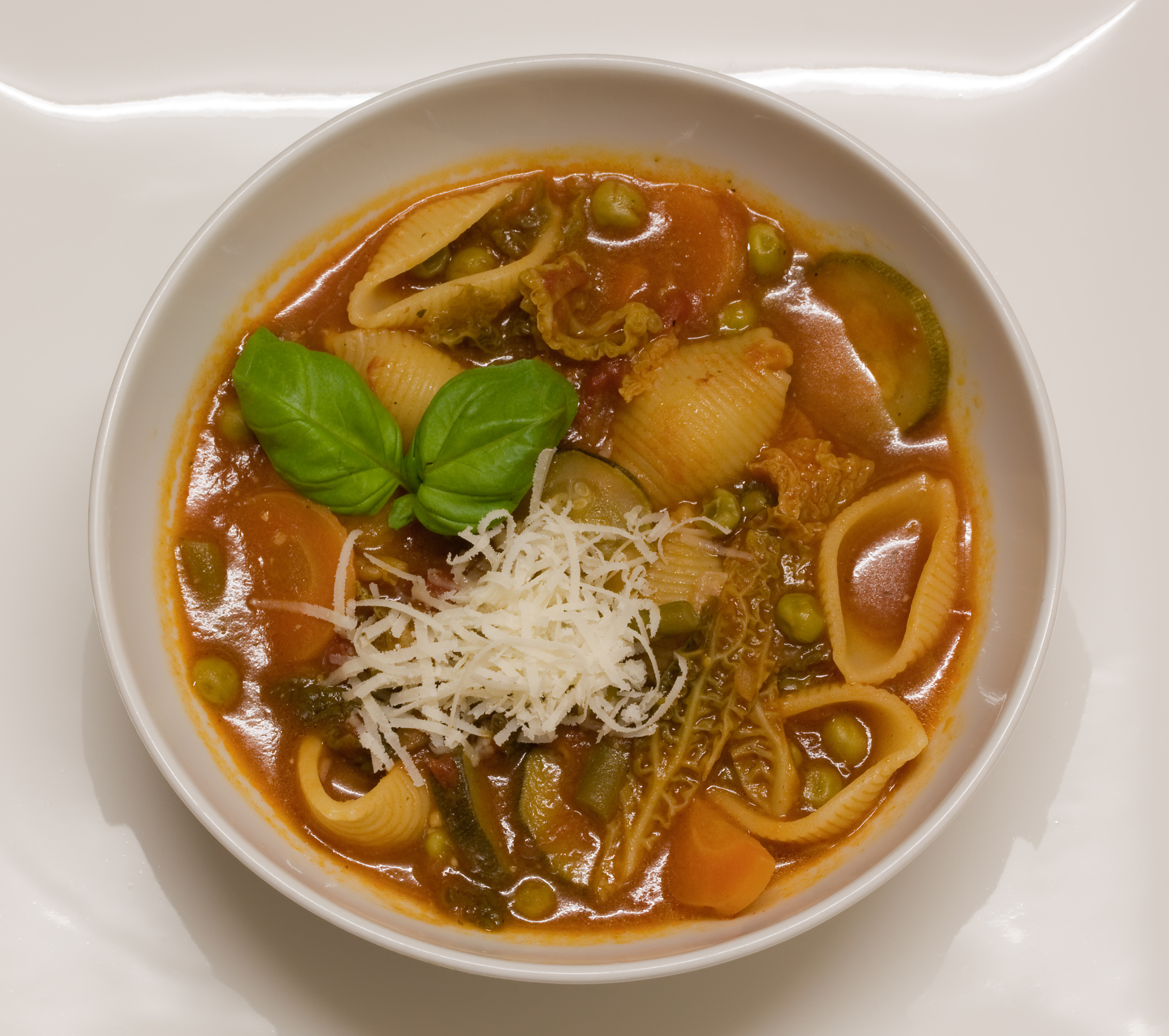
意大利雜菜湯

意大利雜菜湯（英語：Minestrone，/ˌmɪnɪsˈtroʊni/，義大利語：[mineˈstroːne]）是意大利的雜菜湯，湯較濃。雜菜可以選用不同的菜，可以是豆、洋葱、西芹、紅蘿蔔、番茄、洋芋等等。有時湯中會加意大利麵或飯。
意大利雜菜湯無特定材料，通常以時令菜為食材。可以素食，亦可以加肉，或肉湯底。
做意大利菜通常都用到意大利雜菜湯，同意大利麵一樣常見
。